# Ludaversal
Ludaversal è il nono album in studio del rapper statunitense Ludacris, pubblicato nel marzo 2015.

## Tracce
1. Ludaversal (Intro) – 3:35
2. Grass Is Always Greener – 3:15
3. Call Ya Bluff – 3:07
4. Lyrical Healing – 1:16
5. Beast Mode – 3:36
6. Viagra (Skit) – 1:44
7. Get Lit – 3:59
8. Come and See Me (Interlude) – 1:16
9. Come and See Me – 4:25
10. Good Lovin (featuring Miguel) – 3:43
11. Ocean Skies (featuring Monica) – 4:49
12. Not Long (featuring Usher) – 4:13
13. Charge It to the Rap Game – 3:50
14. This Has Been My World – 6:30